# Società di belle arti di Verona
La Società di belle arti di Verona (nome originale: Società di Belle Arti in Verona), ha le sue origini nel 1857 dall'iniziativa di personalità della Verona di quell'epoca, tra cui il poeta Aleardo Aleardi, Cesare Bernasconi (che ha scritto libri sull'arte italiana del XIV e l'arte della sua città di Verona), Carlo Alessandri (di famiglia non nobile, ma con risorse economiche) e il politico e senatore del Regno dal 1878 Giulio Camuzzoni (tra i suoi impegni artistici portò alle origini primitive il Castello Scaligero di Soave a sue spese).
Il 18 novembre 1857 il podestà di Verona Ottavio di Canossa comunicò l'approvazione del Ministero dell'Interno alla nascita della Società di belle arti e la prima seduta si tenne il 28 gennaio 1858, presieduta dallo stesso marchese Ottavio di Canossa.
Il primo presidente eletto fu Giulio Camuzzoni, il primo direttore fu il conte Carlo Alessandri e la prima esposizione fu inaugurata il 17 dicembre 1858.
Molte sono state le iniziative realizzate dal 1858 ai giorni nostri e, per il passato più lontano, si possono consultare gli annali della società dal 1858 al 1921 a cura di Bruno Meneghello, mentre per il periodo che va dal 1921 al 1986, le cose più importanti realizzate sono le mostre "Biennali Nazionali d'Arte" che si tenevano nel palazzo della Gran Guardia, la "Mostra del Centenario" del 1957, la mostra "Verona Anni Venti" del 1971.
Nel 2007 la Società di belle arti di Verona ha festeggiato i suoi 150 anni di attività.
Nel catalogo dell'Esposizione del 1910 sta scritto: